# Muskuseend
De muskuseend (Cairina moschata), ook wel barbarie-eend of Kaapse eend, is een vogel uit de familie van de eendachtigen (Anatidae). De wetenschappelijke naam van de soort werd in 1758 als Anas moschata gepubliceerd door Carl Linnaeus.
De soort komt oorspronkelijk uit Midden- en Zuid-Amerika, uit een gebied dat zich uitstrekt van Mexico tot Peru. In Zuid-Amerika werd de wilde muskuseend al voor de komst van de Europeanen gedomesticeerd en bij huis gefokt om het vlees. In de 16e eeuw werden muskuseenden naar Europa gebracht door Spaanse ontdekkingsreizigers. Deze gedomesticeerde muskuseenden worden ook tegenwoordig nog veel op (kinder)boerderijen gehouden en bij hobbyisten.

## Historie van de naam
De eerste vermelding van muskuseenden in Europa dateert van 1555 in L'Histoire de la nature des oyseaux van Pierre Belon. Hij beschrijft deze eend, met een illustratie, als 'Cane de la Guinee' ('Ana libica') (zie afbeelding 1), omdat hij veronderstelde dat ze via Noord-Afrika naar Europa was gekomen. Tot in de 18e eeuw werd deze naam gebruikt.
In 1560 verscheen Icones avium omnium van Conrad Gesner, waarin de soort als 'Anas indica' werd genoemd (zie afb. 2).
In 1637 werd door Ulisse Aldrovandi een beschrijving van deze soort gegeven onder de naam 'Anas cairina' (zie afb. 3 en 4).
In 1713 werd de naam 'Anas moschata' gebruikt in Synopsis methodica avium & piscium van John Ray (zie afbeelding 5).
In 1758 nam Carl Linnaeus deze benaming over in Systema naturae.
In 1822 werd de soort door John Fleming in het geslacht Cairina geplaatst; de geslachtsnaam is de naam die Aldrovandi al eerder voor de soort gebruikte.

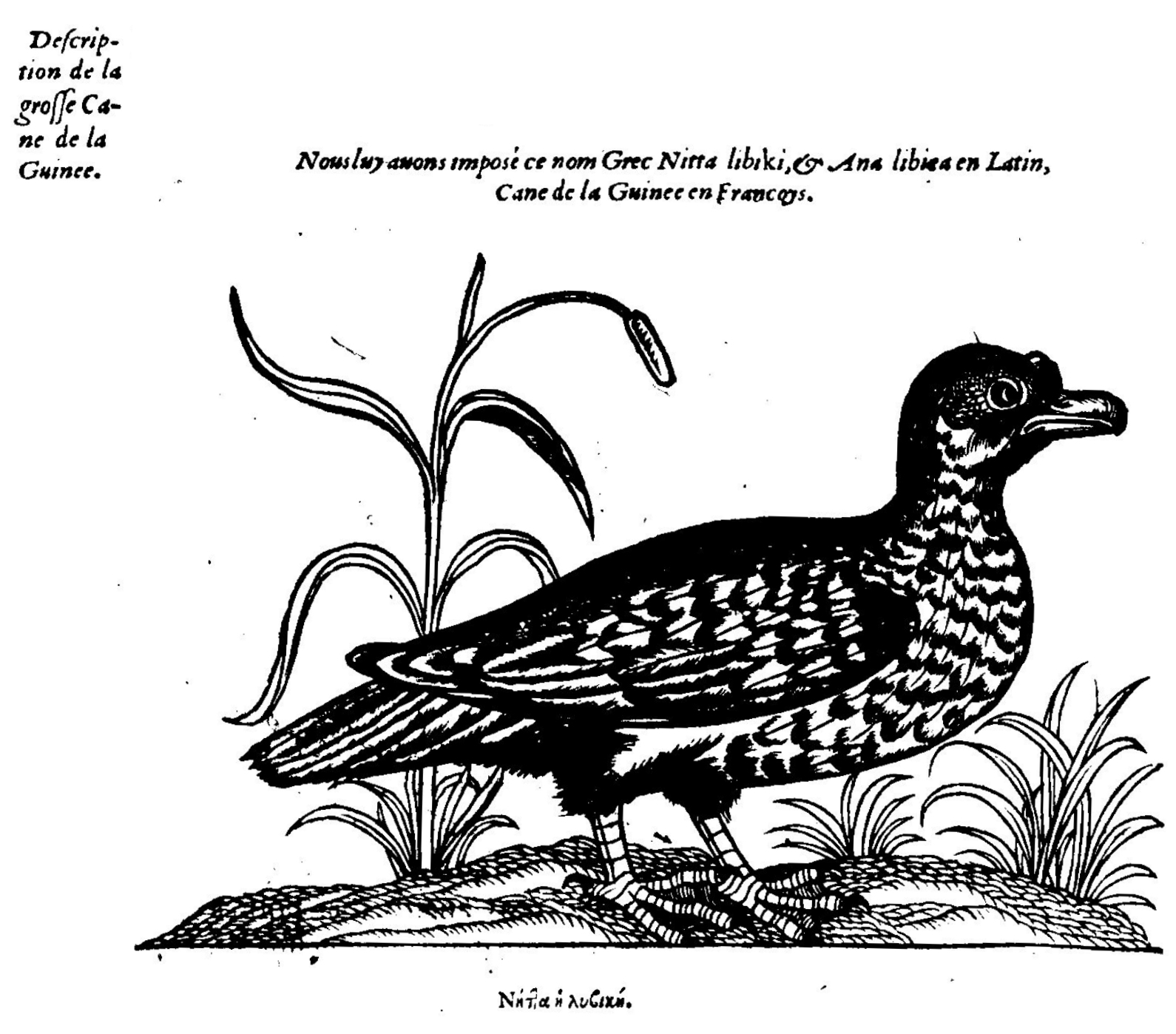
1. Cane de la guinee, L' histoire de la nature des oyseaux, Pierre Belon, Le Mans, 1555
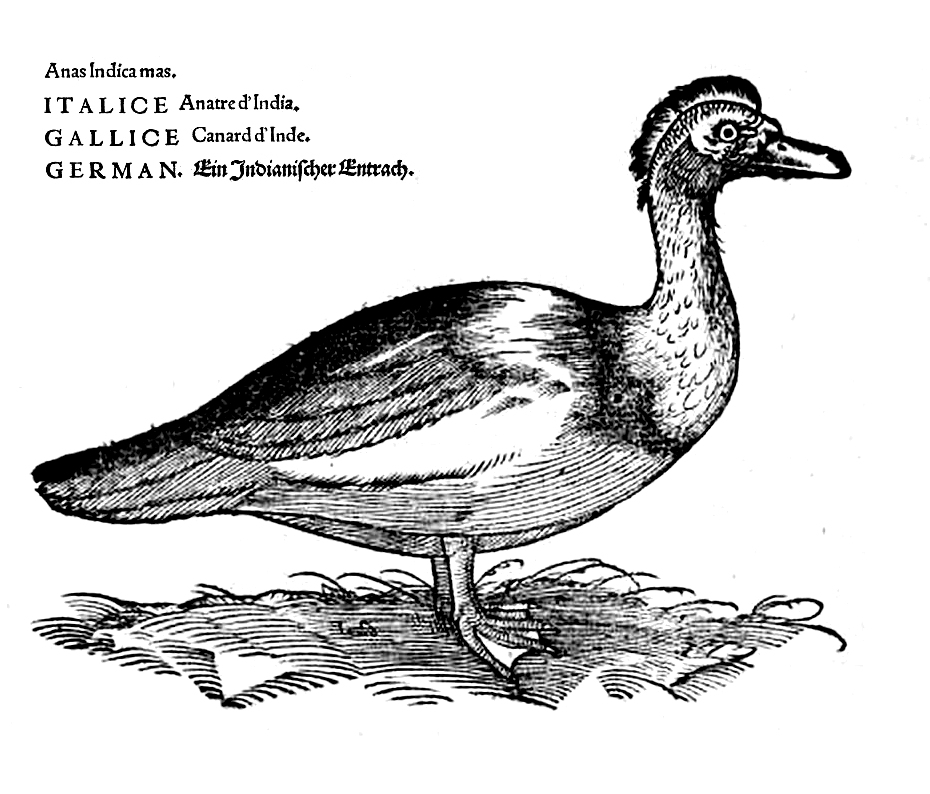
2. Anas indica, Icones Avium omnium, Conrad Gesner, Zürich, 1560
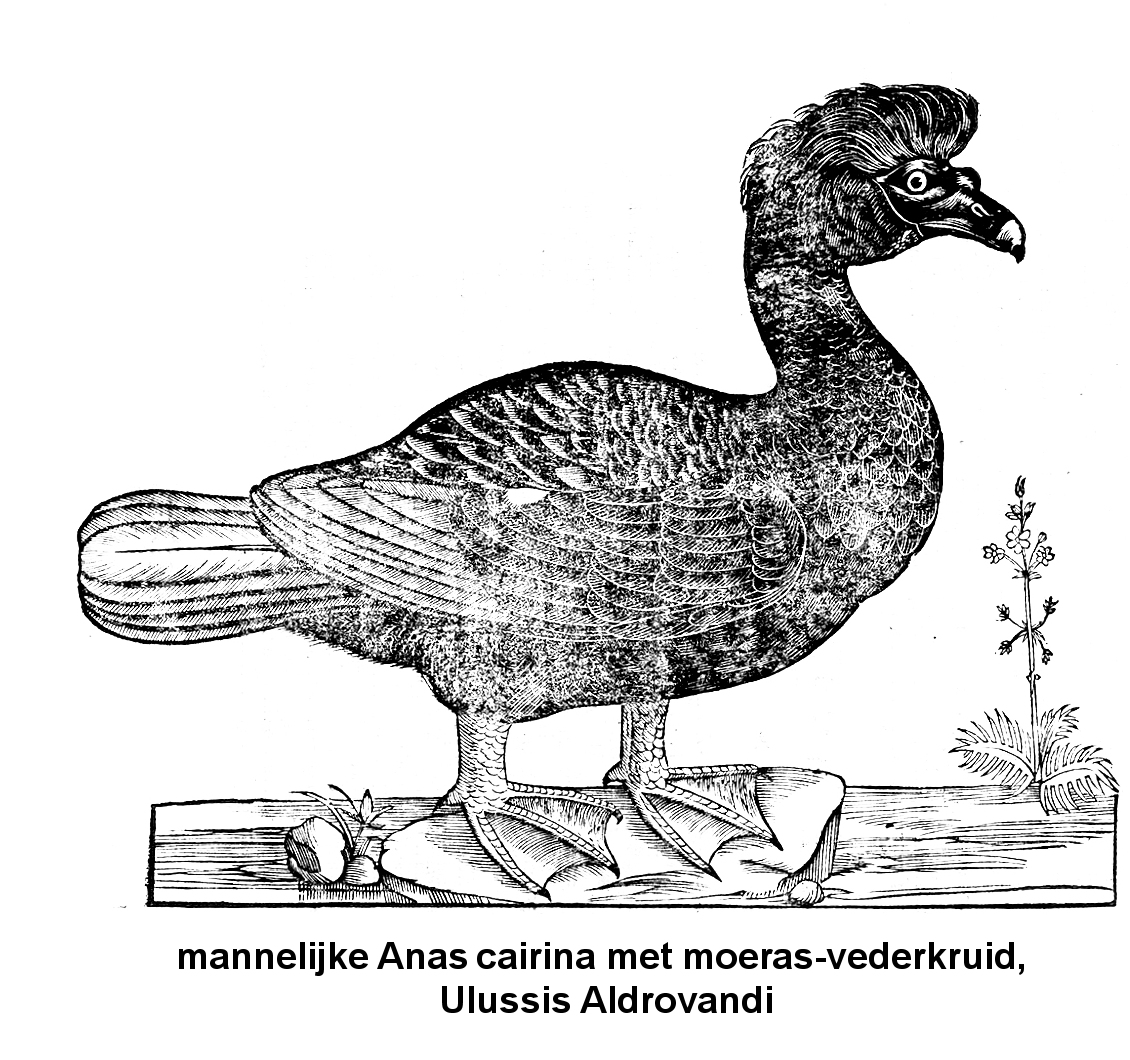
3. Mannelijke 'Anas cairina' met moeras-verderkruid, Ulisse Aldrovandi
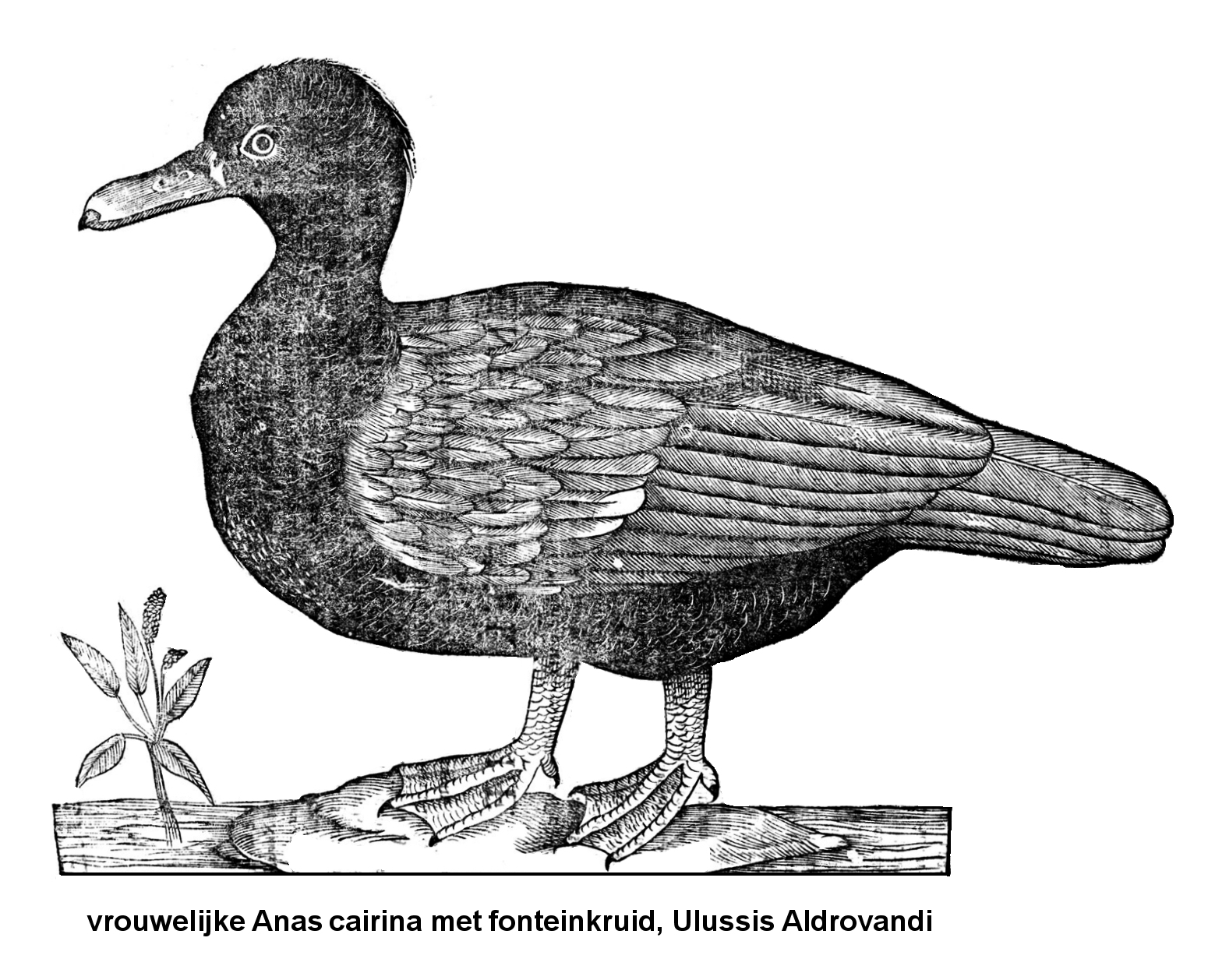
4. Vrouwelijke 'Anas cairina' met fonteinkruid, Ulisse Aldrovandi
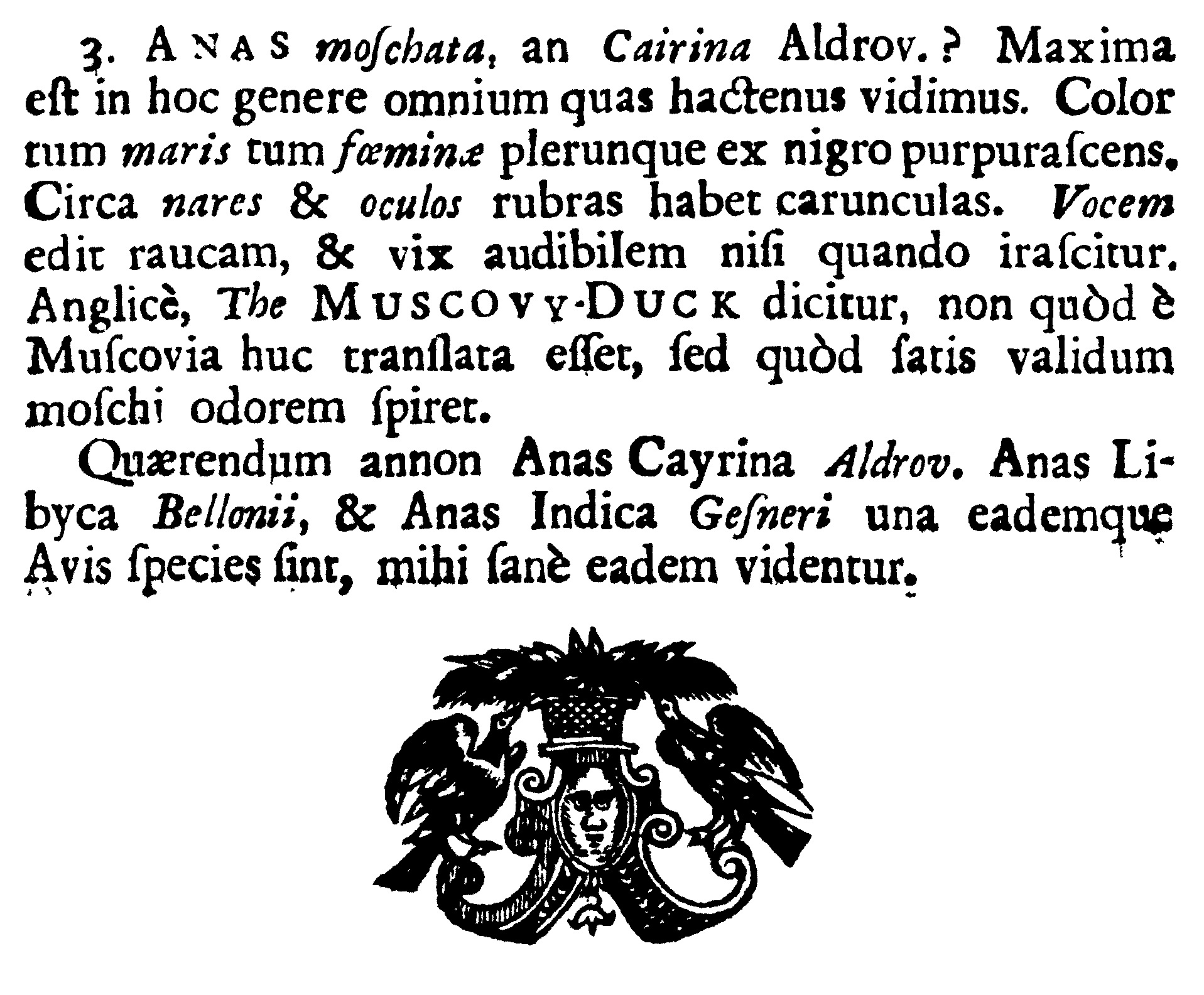
5. Anas moschata, Synopsis methodica avium & piscium, John Ray, 1713

## Etymologie
Cairina betekent inwoner van Caïro, vanuit de overtuiging dat de vogel uit Egypte kwam. Moschata betekent muskus omdat de woerd naar muskus ruikt.

## Oorspronkelijke (wilde) muskuseend
De oorspronkelijke wilde muskuseend (boomeend) komt voor in de lage, bosachtige, tropische, kustgebieden in Centraal- en Zuid-Amerika, in kleinere aantallen ook in en rond de hoger gelegen bergmeren en in drogere gebieden. Ze hebben een voorkeur voor ondoordringbare gebieden en blijven op hun plaats, ze trekken niet. De kleine familiegroepen verblijven bij voorkeur in moerasachtige streken met riviertjes nabij dichte mangrovebossen vanaf zeeniveau tot maximaal 1200 meter hoogte. De soort bestaat al lang, fossiele resten gevonden in Panama en Brazilië zijn afkomstig uit het Pleistoceen.

### Veldkenmerken
De kop, de hals, de kuif met, licht gegolfde, iets verlengde veertjes en de buikzijde zijn donkerbruin van kleur met een groen/purperen glans op de rug en vleugels. De grote en kleine vleugeldekveren zijn deels wit, deze witte band heet de “spiegel”. Bij het ouder worden wordt de spiegel groter (bij het vrouwtje is de spiegel kleiner). Rondom het oog en de snavel vormen zich vooral bij het mannetje zwarte, soms met enkele rode vlekjes gekleurde, vlezige naakte woekeringen (wratten) van de washuid. De kleur van het oog is licht tot donkerbruin. De kleur van de snavel is zwart met aan de basis met een blauwwitte band, het uiteinde is roseachtig met een zwarte streep over het midden en een zwarte 'nagel' aan het einde. De betrekkelijk korte poten en de zwemvliezen zijn donker van kleur. Aan de tenen zitten lange scherpe nagels die het verblijf in bomen vergemakkelijken.
Een volwassen woerd kan 2500 tot 3500 gram wegen. De eend van deze soort is veel kleiner dan de woerd; een vrouwelijk exemplaar weegt ongeveer 1500 à 2000 gram.

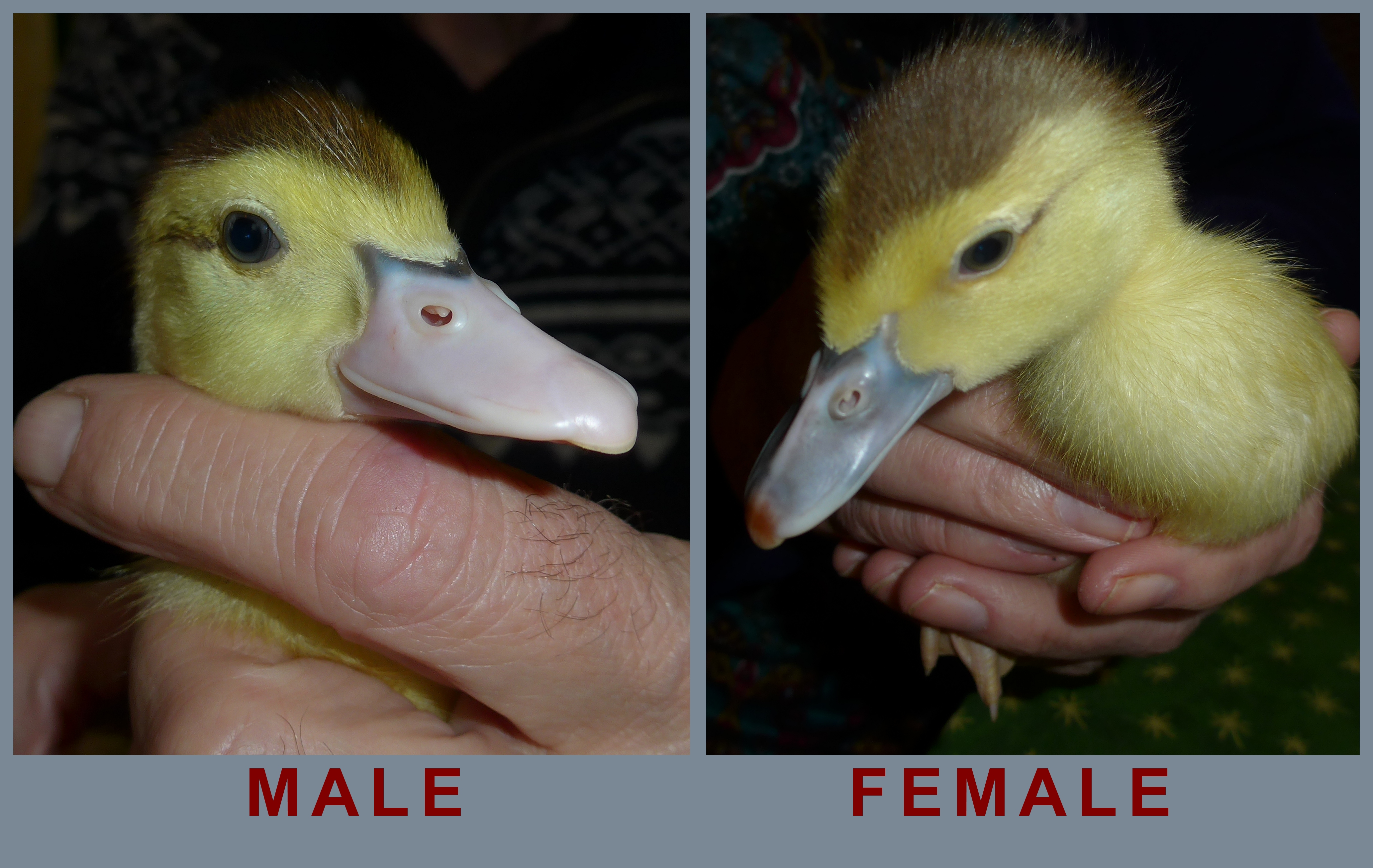
Muskuseend, kuiken, mannelijk en vrouwelijk

Het geslacht van een jonge muskuseend is niet eenvoudig te bepalen vlak na het uitbroeden. Na twee weken geeft de vorm van de snavel een goede aanwijzing, de ril op de bovenkant is bij het vrouwelijk exemplaar duidelijker en scherper dan bij de mannelijke. De snavel van de man is relatief tot de kop groter. Na 3 weken zijn de mannelijke echter duidelijk zwaarder dan de vrouwelijke (zie foto bij voortplanting).

### Voedsel
De wilde muskuseend is een alleseter die zich voedt met stengels, zaden, grassen, waterplanten en bladeren maar ook kleine gewervelde dieren zoals vissen en reptielen en ook ongewervelde dieren zoals spinnen en schaaldieren staan op het menu. Ze hebben een speciale voorliefde voor termieten.

### Geluid
De dieren maken weinig geluid: de mannelijke volwassen dieren produceren een geluid dat het meest lijkt op gehijg, de vrouwtjes kunnen zachte kwakende geluiden produceren om hun kuikens te roepen.

### Broeden
Het broedseizoen is variabel maar meestal tijdens het natte seizoen. De nesten worden gemaakt in holle bomen, holen of in kleine holtes, tussen 2 tot 18 m boven de grond. Soms ook in de dichte begroeiing aan de oevers van rivieren. Het aantal eieren bedraagt 8 tot 10 per legsel. Het ei is wit tot groenachtig wit, en ongeveer 63 × 47 mm. De eieren worden door het vrouwtje uitgebroed, de broedtijd is ongeveer 35 dagen. De kuikens zijn zelfredzaam en de jonge dieren vliegen na ongeveer 70 dagen.

### Voortbestaan
De gedomesticeerde muskuseend die in Zuid-Amerika veel wordt gefokt, kruist zich gemakkelijk met de wilde soortgenoten. Het is daarom vaak moeilijk vast te stellen of het om zuiver wilde muskuseenden gaat of om bastaarden. De autochtone bevolking, veelal indianen, houdt de muskuseenden al eeuwen in gevangenschap voor de consumptie. De domesticatie trad reeds vroeg in de geschiedenis op. De zuiver wilde vorm neemt sterk in aantal af, niet alleen door de jacht en de domesticatie maar eveneens doordat het leefgebied van de wilde muskuseend onder druk staat: de gebieden worden steeds verder gecultiveerd, waardoor oude holle bomen verdwijnen. Dat zijn de voornaamste plaatsen waar ze hun nest maken. In Europese en Amerikaanse watervogelcollecties is de wilde muskuseend bijna geheel verdwenen. Economisch zijn ze niet interessant en door de liefhebber van siervogels worden ze vaak erg groot gevonden. Door enkele kwekers wordt getracht de in gevangenschap levende populatie wilde muskuseenden in stand te houden. Er zijn nog diverse paren waarmee succesvol wordt gefokt, afkomstig uit hun oorspronkelijke leefgebied in Mexico en Brazilië.

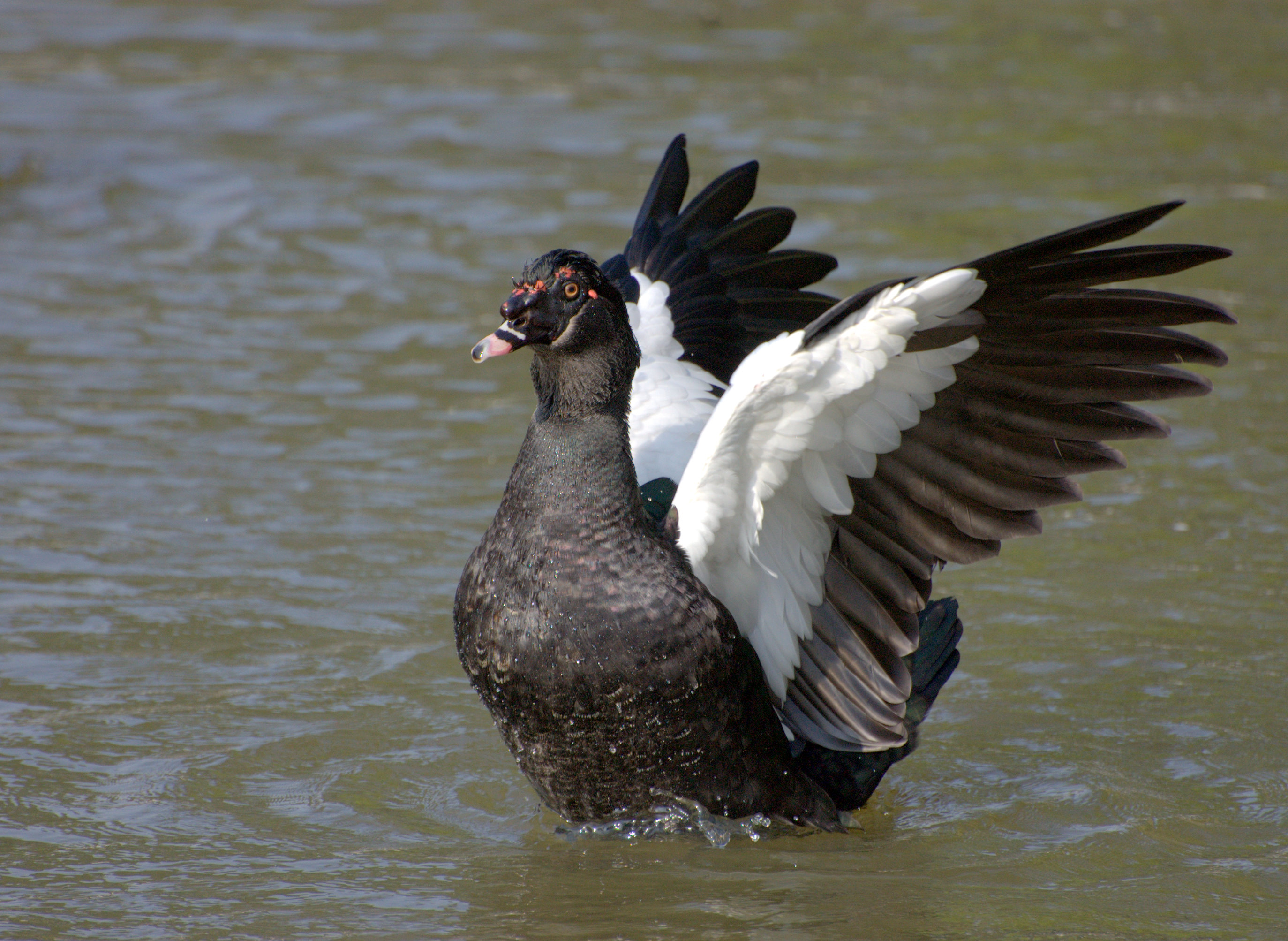
Wilde muskuseend
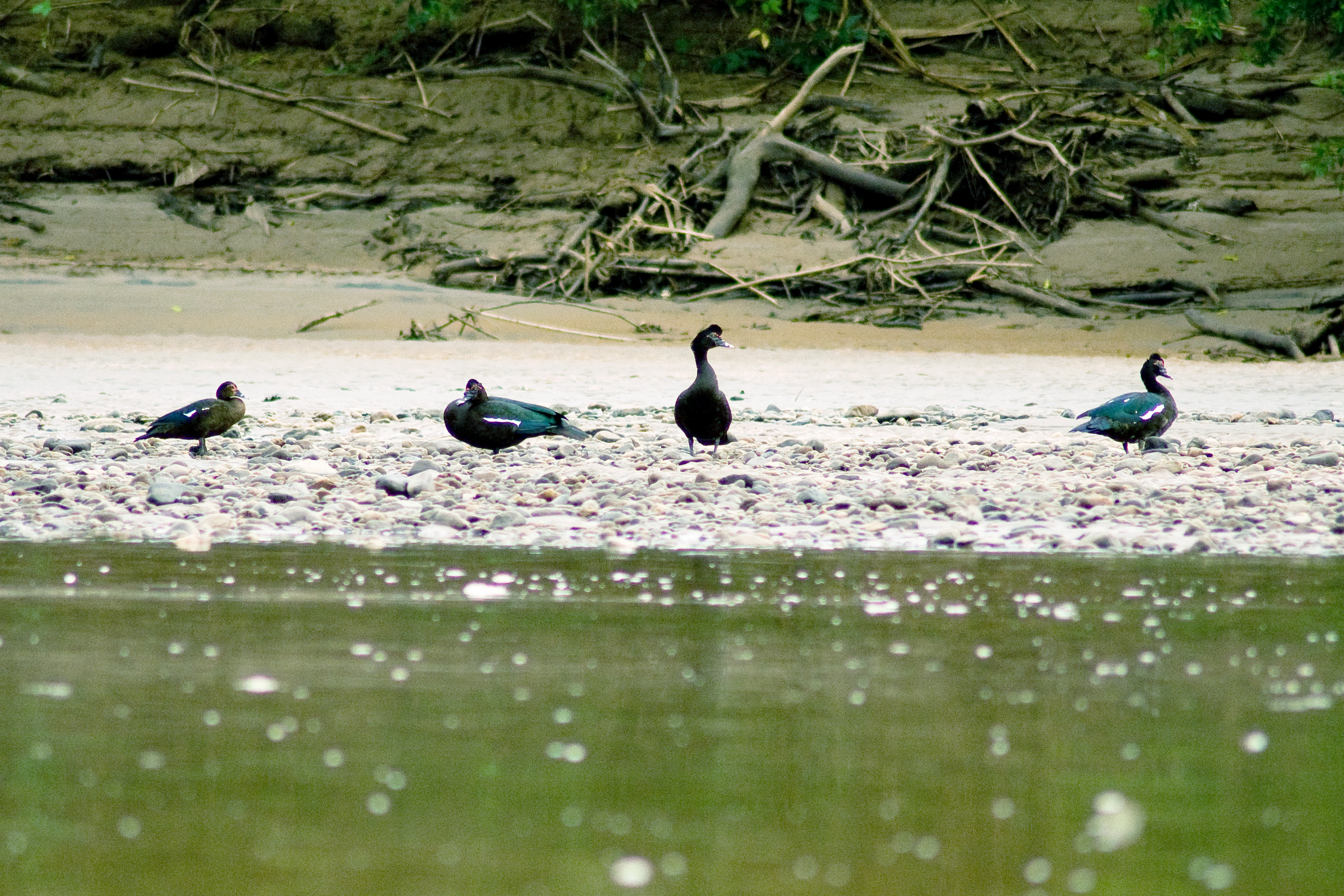
Cairina moschata (Peru)

## Gedomesticeerde (tamme) muskuseend
Kenmerkend voor de tamme muskuseend zijn de rode wratten rond de ogen, die bij de wilde muskuseend veel minder aanwezig zijn. Het mannetje (de woerd) is tweemaal zo groot als het vrouwtje. De muskuseend is een grote vogel die in verhouding niet zwaar is, maar die wel korte poten en grote voeten heeft. Ze wegen gemiddeld tussen de 3000 en 4500 gram en bereiken een lichaamslengte van 66 tot 84 cm. Desondanks kunnen de vrouwtjes vaak voortreffelijk vliegen, terwijl de woerden er vaak meer moeite mee hebben.
Gedomesticeerde muskuseenden komen in veel kleuren voor, waarvan de bonte (zwart-witte) kleur het meeste voorkomt. Gedomesticeerde muskuseenden zijn heel tam en makkelijk te houden. Ze zijn zeer vruchtbaar. De jongen zijn redelijk klein en van het grote aantal worden er in het vrije veld maar een stuk of vijf volwassen, in een beschermde omgeving zal het percentage overlevenden al snel 80 tot 95 bedragen.

### Afkomst
De muskuseend werd al lang vóór 1492 door indianen gehouden. In 1514 brachten Spaanse schepen deze eendensoort voor het eerst naar Europa. Vanaf toen was er een snelle verspreiding naar Afrika, Madagaskar en tropisch Azië.

### Voortplanting
Een gedomesticeerde muskuseend legt zo'n 200 eieren in haar leven. Door hun sterke broedlust worden muskuseenden ook gebruikt om de eieren van ander pluimvee zoals ganzen uit te broeden. De eend begint de broedperiode met het leggen van één ei per dag. In het begin is er nog geen duidelijk nest, maar later wordt er een rond nest gevormd. Voordat het totaalaantal eieren is bereikt, wordt het nest steeds duidelijker, in het laatste stadium begint de eend dons uit te trekken om het nest mee te bekleden. Is het nest gereed, dan gaat het vrouwtje broeden. Het duurt 35 dagen totdat de kuikens uitkomen; het uitkomstpercentage schommelt tussen de 70 en 90%, afhankelijk van de omstandigheden en de kwaliteit van de woerd.

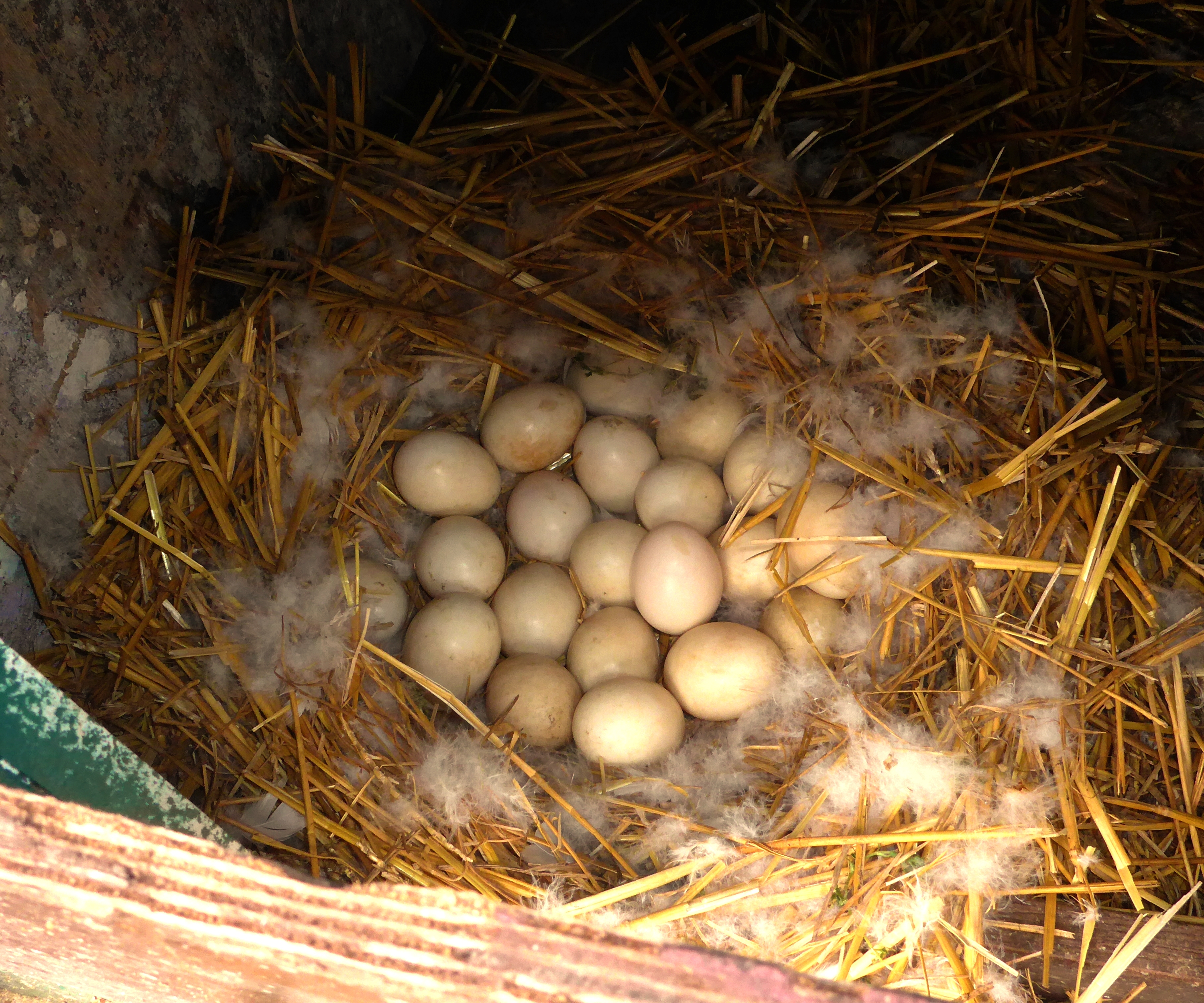
Nest van de muskuseend met 21 eieren
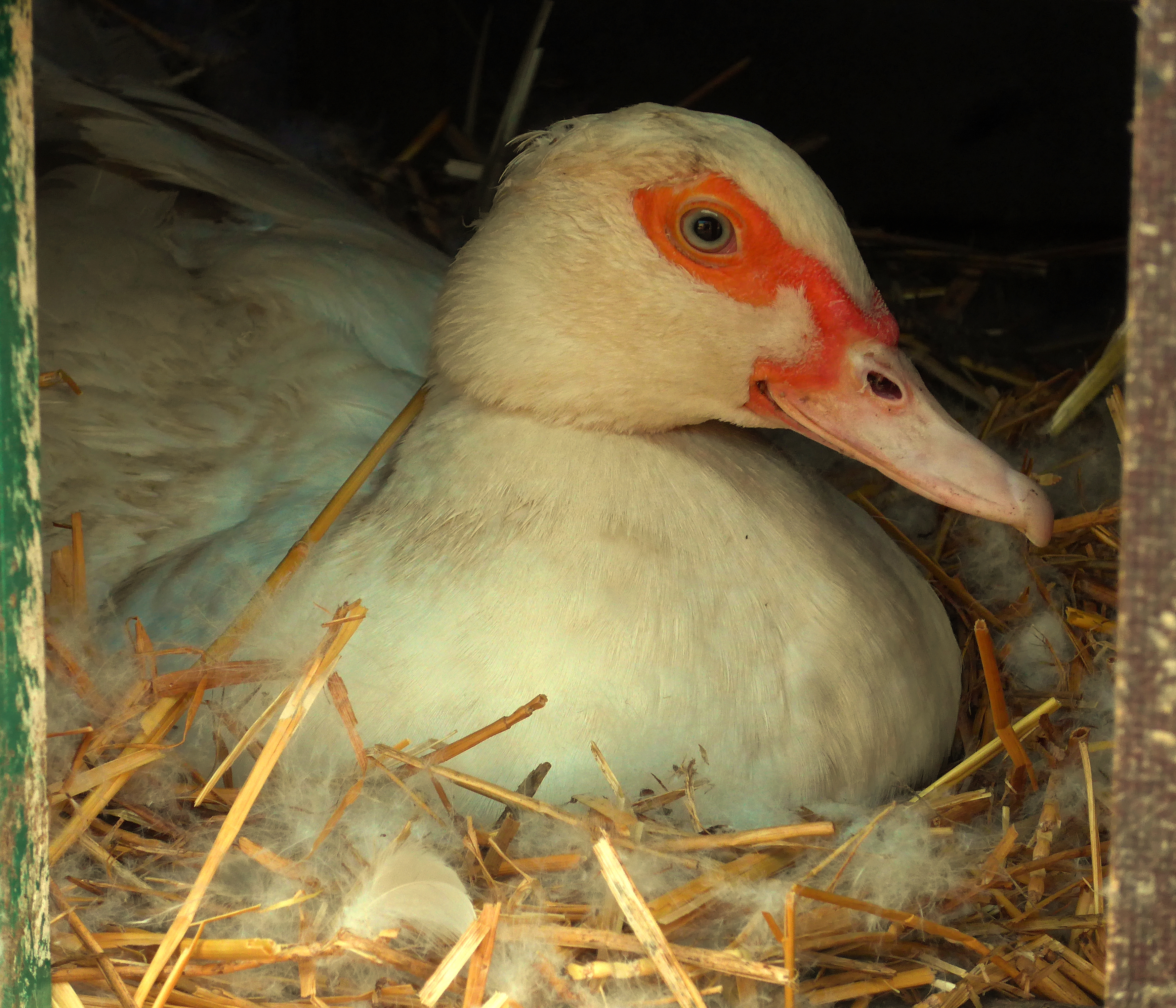
Muskuseend geboorte kuiken
- broedende muskuseend
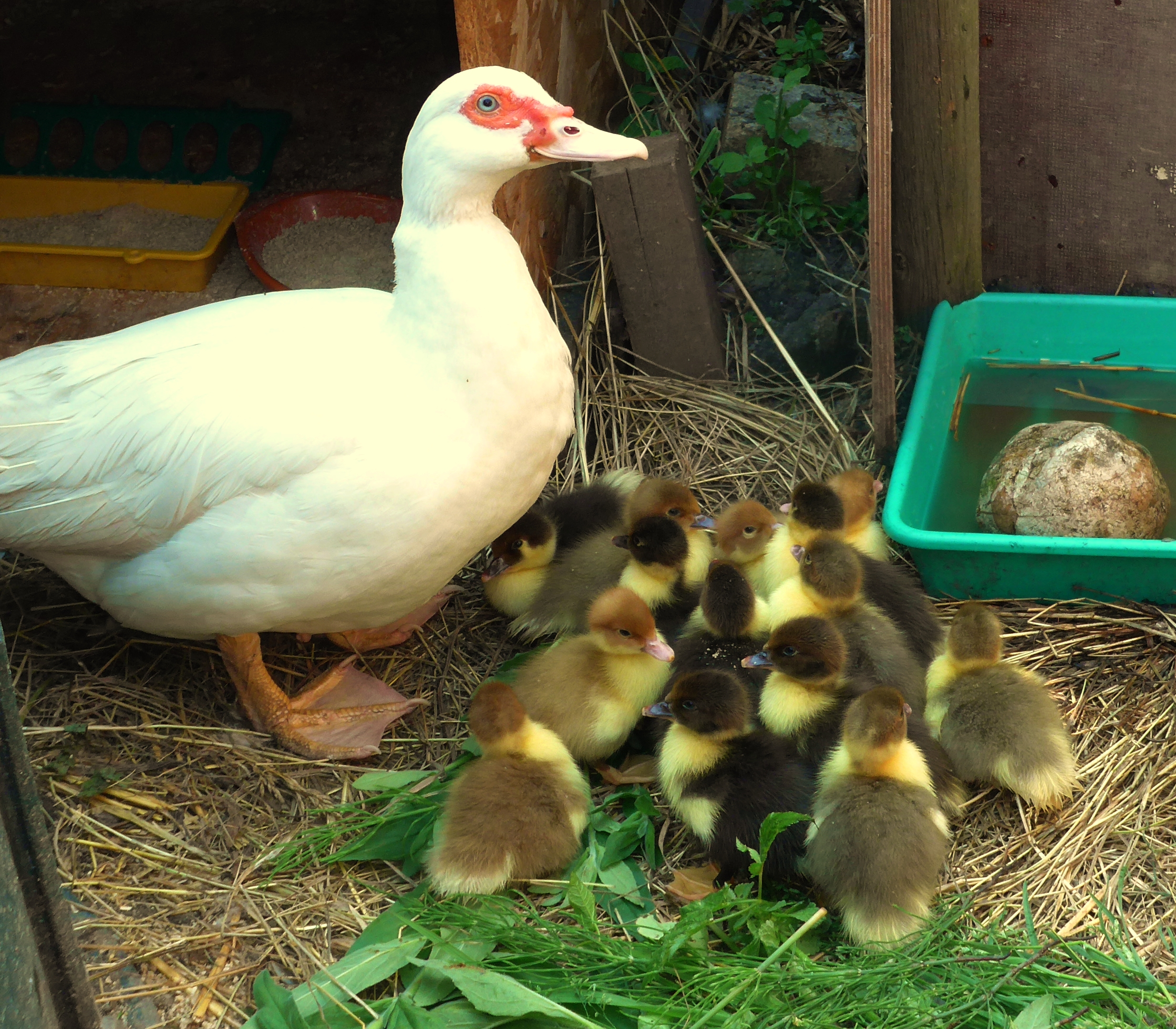
Muskuseend met kuikens van twee dagen
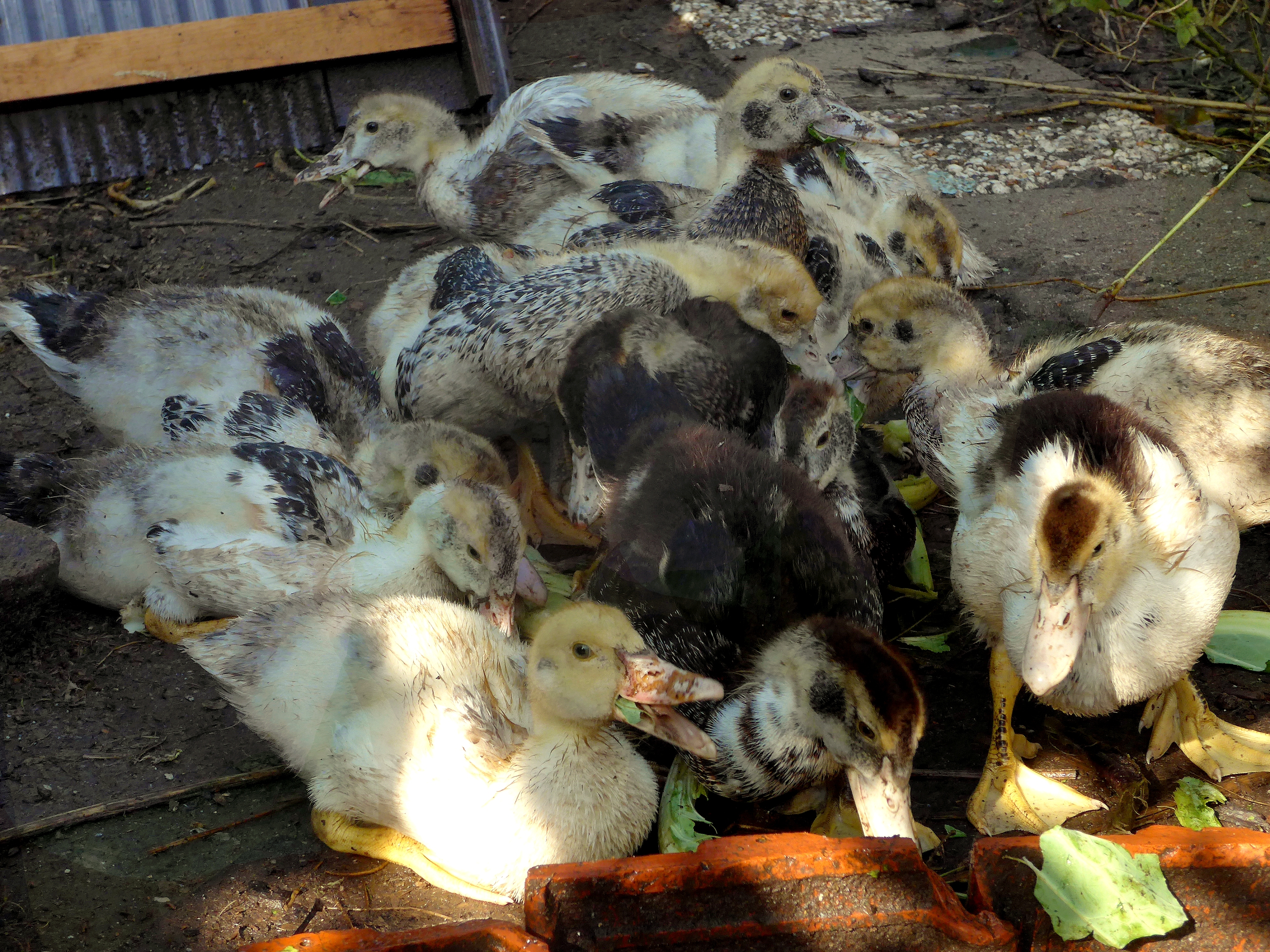
muskuseenden 7 weken oud

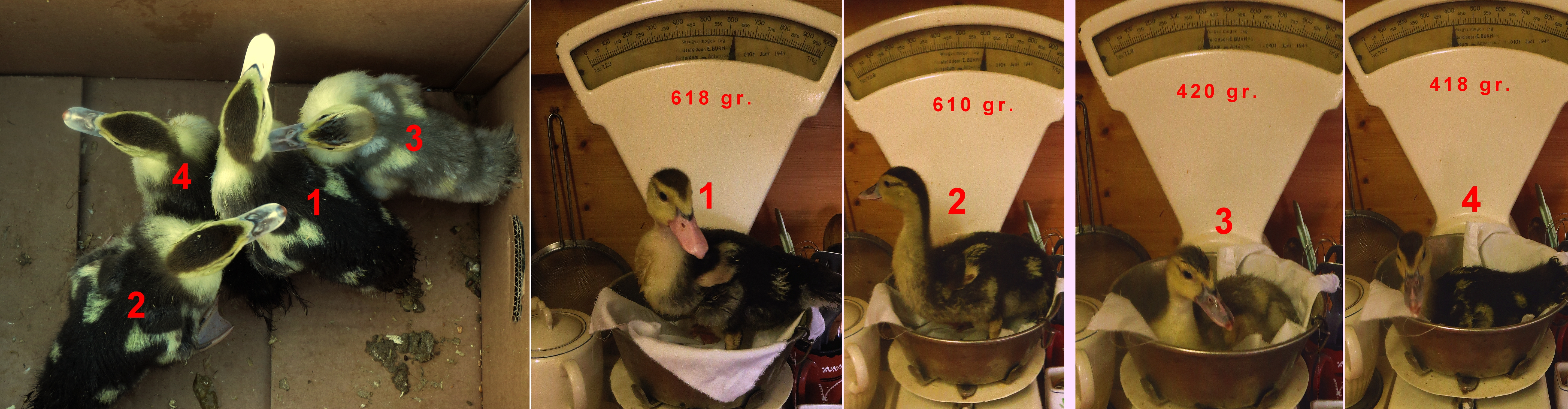
Kuikens na 25 dagen, links misschien weinig onderscheid, het gewicht maakt duidelijk dat de mannelijke (1 en 2) al zwaarder zijn dan de vrouwelijke (3 en 4).

### Plaagdierenbestrijding
Behalve om hun vlees worden gedomesticeerde muskuseenden ook ingezet bij plaagdierenbestrijding. Ze vangen heel fervent allerlei soorten insecten en andere niet gewenste dieren zoals teken, muggen, kakkerlakken, vliegen, spinnen, mieren, sprinkhanen, kevers en maden. Ook slakken en zelfs giftige spinnen zoals de zwarte en bruine weduwe en de bananenspin staan op het menu.
Van alle insecten worden alle stadia (volwassen vliegende exemplaren, pop, larf en ei) opgespoord, gevangen en geconsumeerd. 
Bij een experiment waarbij tweejarige muskuseenden in een open koeienstal werden geplaatst, nam de populatie vliegen met 80 à 90% af.

### Consumptie
Het vlees van de muskuseend is vrijwel vetvrij en daardoor een gewaardeerde vleessoort. Het vlees is vrij donker van kleur met een rijke smaak; vooral het borstvlees wordt vergeleken met entrecote. In met name Franse en Italiaanse restaurants staat dit product al lang op de kaart. Het vlees van de verschillende delen wordt op allerlei manieren bereid en lijkt dan qua smaak en structuur op ham of kalfsvlees.
Gerechten zijn bijvoorbeeld: Magret de Canard (Paul Bocuse), Canard de Barbarie au Foie Gras, Canard laqué, Foie Gras de Barbarie en Confit de Canard de Barbarie. Ook in Nederland hebben de chefs de muskuseend ontdekt, in een vooraanstaand hotel in Amsterdam wordt de barbarie-eend als klassieke tafelbereiding gepresenteerd (2018). De productie voor foie gras bedroeg in 2015 in Frankrijk alleen al 36 miljoen dieren, voornamelijk muskuseenden en kruisingen daarvan. Deze produceerden 20 miljoen kilo foie gras, goed voor een totale omzet (inclusief vlees) van 450 miljoen euro. Twintig weken na het uitkomen van de eieren, waarvan minimaal 10 dagen geforceerde sondevoeding, worden de dieren geslacht.

### Hobbydieren
Erkende kleurslagen in Nederland: wildkleur, blauw wildkleur (effen of gezoomd), bronsbruin wildkleur, wit, eksterbont zwart, eksterbont blauw (effen of gezoomd), eksterbont bronsbruin, zwartbont (grofbont), blauwbont (grofbont) en bruinbont (grofbont). Op veel kleindierenshows in Nederland is de muskuseend aanwezig: in 2016 bedroeg het geregistreerde (geringd) aantal 509.

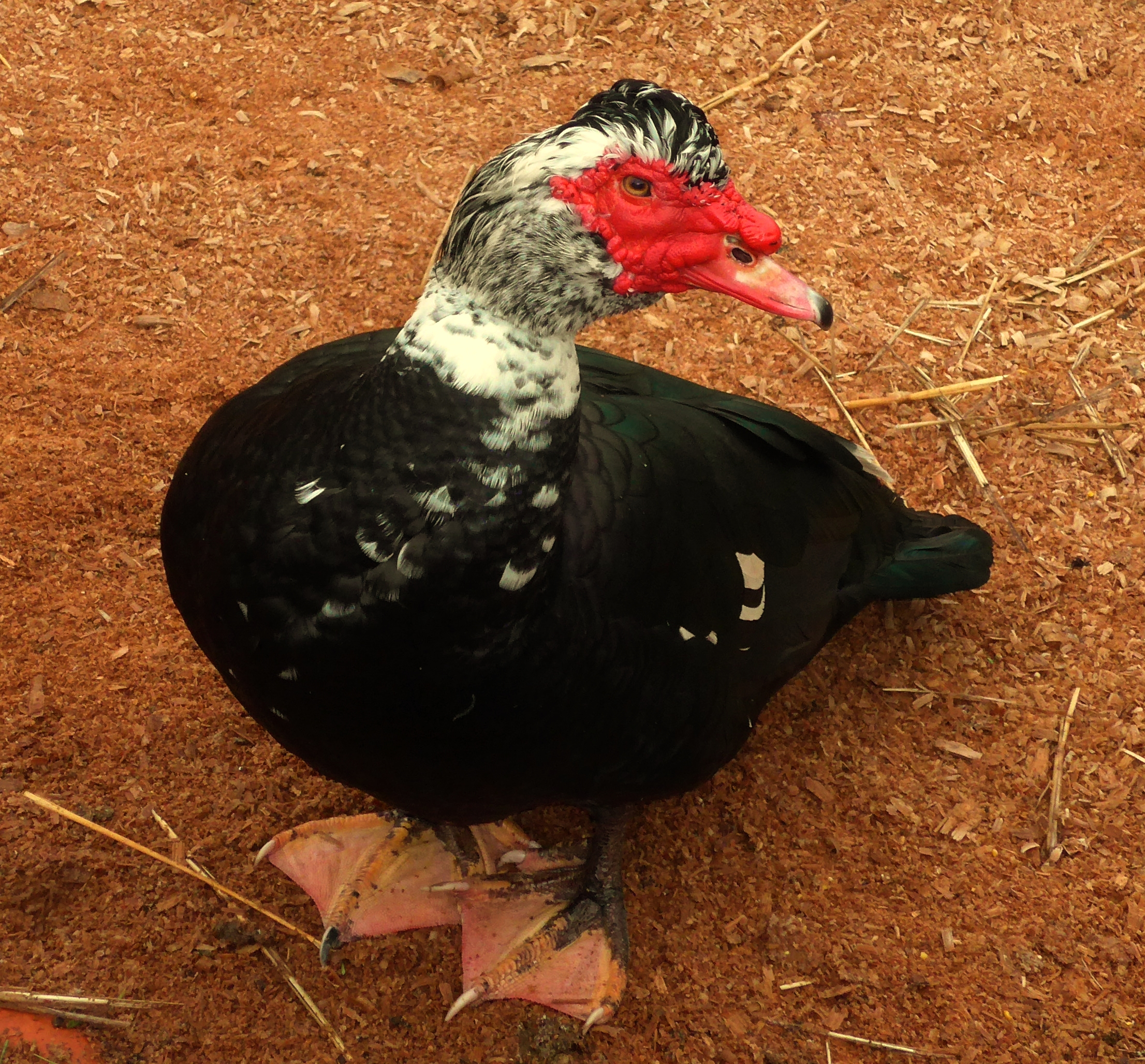
Gedomesticeerde muskuseend

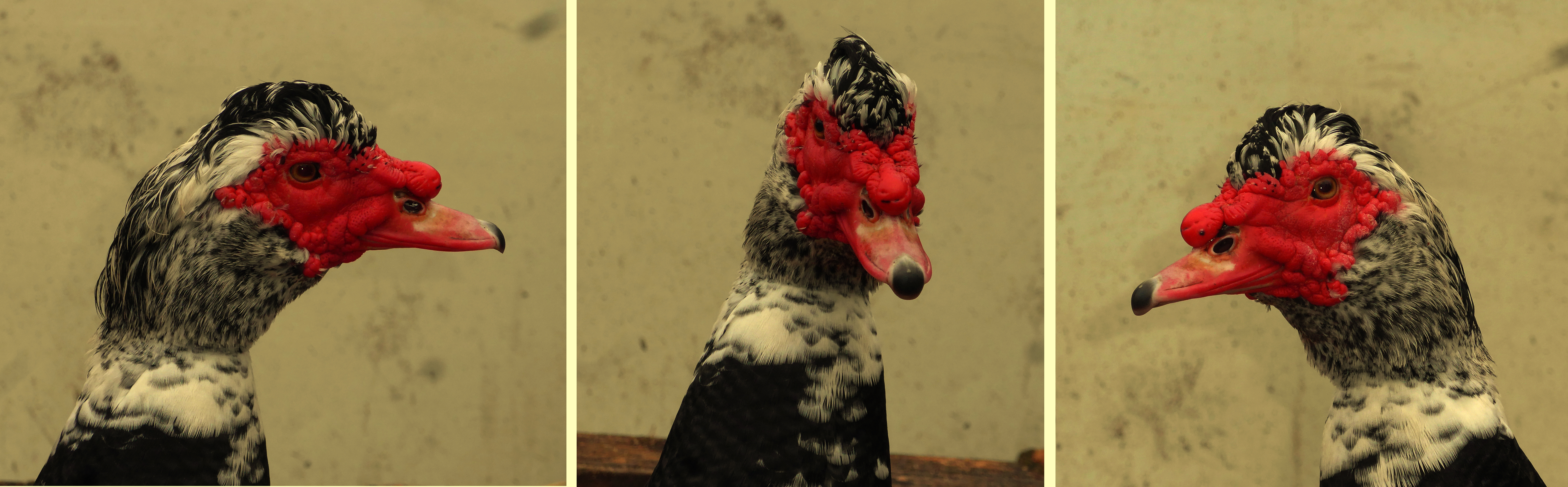
kopstudie gedomesticeerde muskuseend, belangrijk voor hobbyfokkers is de symmetrie van de kop

### Afwijkingen
Bij gedomesticeerde muskuseenden komt een afwijking in het aantal tenen voor (polydactylie): beide voeten hebben dan vijf in plaats van 4 tenen. Er is een extra teen en de achterste teen die het mogelijk maakt om in bomen te rusten is ook naar voren gedraaid en opgenomen in het zwemvlies. Deze eenden nestelen gewoon op de grond en zoeken ook geen rustplaats in bomen ook als deze voorhanden zijn. Het ontbreken van de naar achter wijzende teen waarmee de vogel zich op een tak kan vastklemmen is waarschijnlijk de oorzaak van dit gedrag. Door dit gedrag worden de eenden gemiddeld zwaarder dan hun normale soortgenoten en worden daarom door Surinaamse houders geselecteerd op deze  afwijking. De afwijking komt ook in min of meerdere mate voor in andere landen.

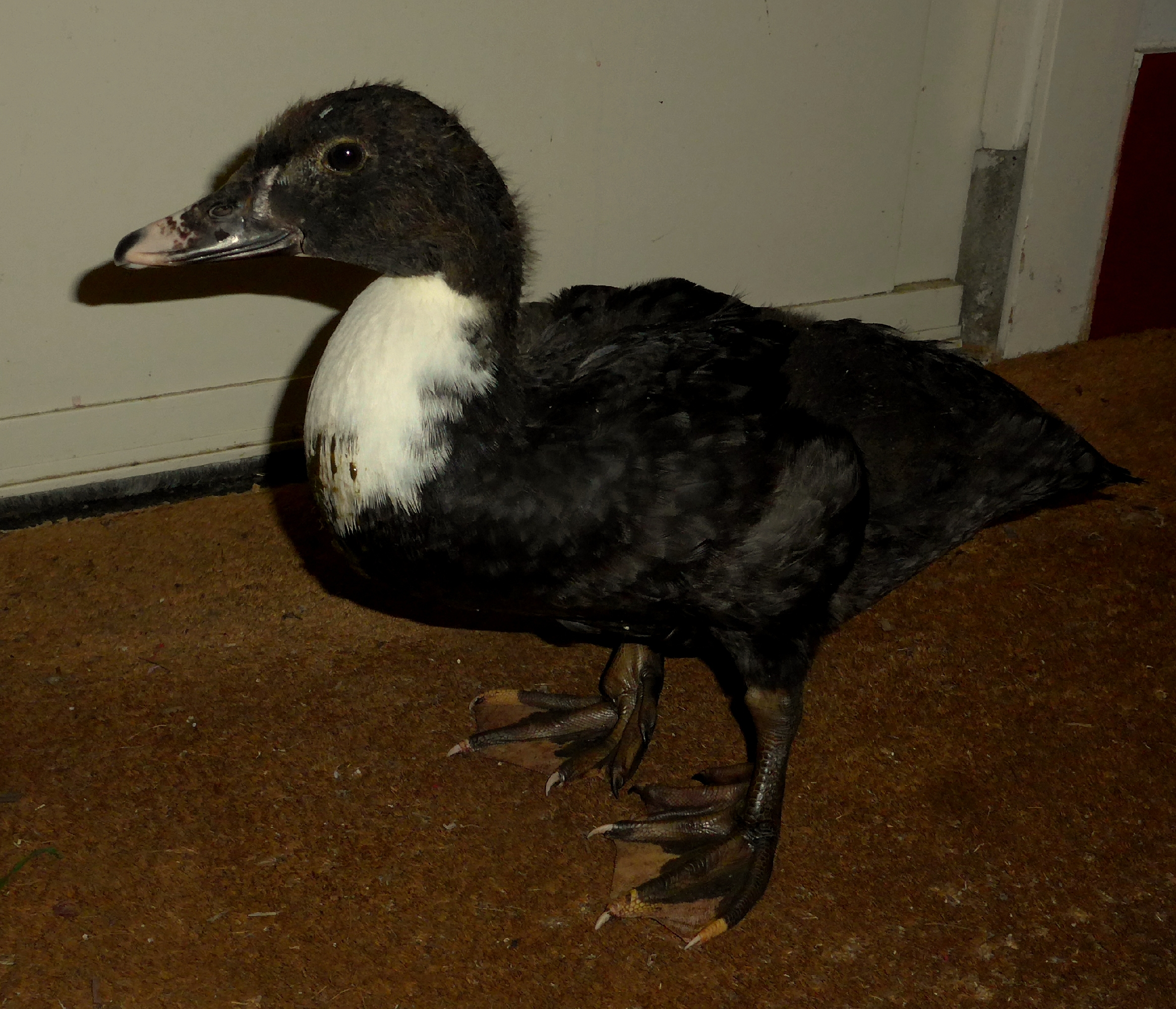
muskuseend met voet met vijf tenen
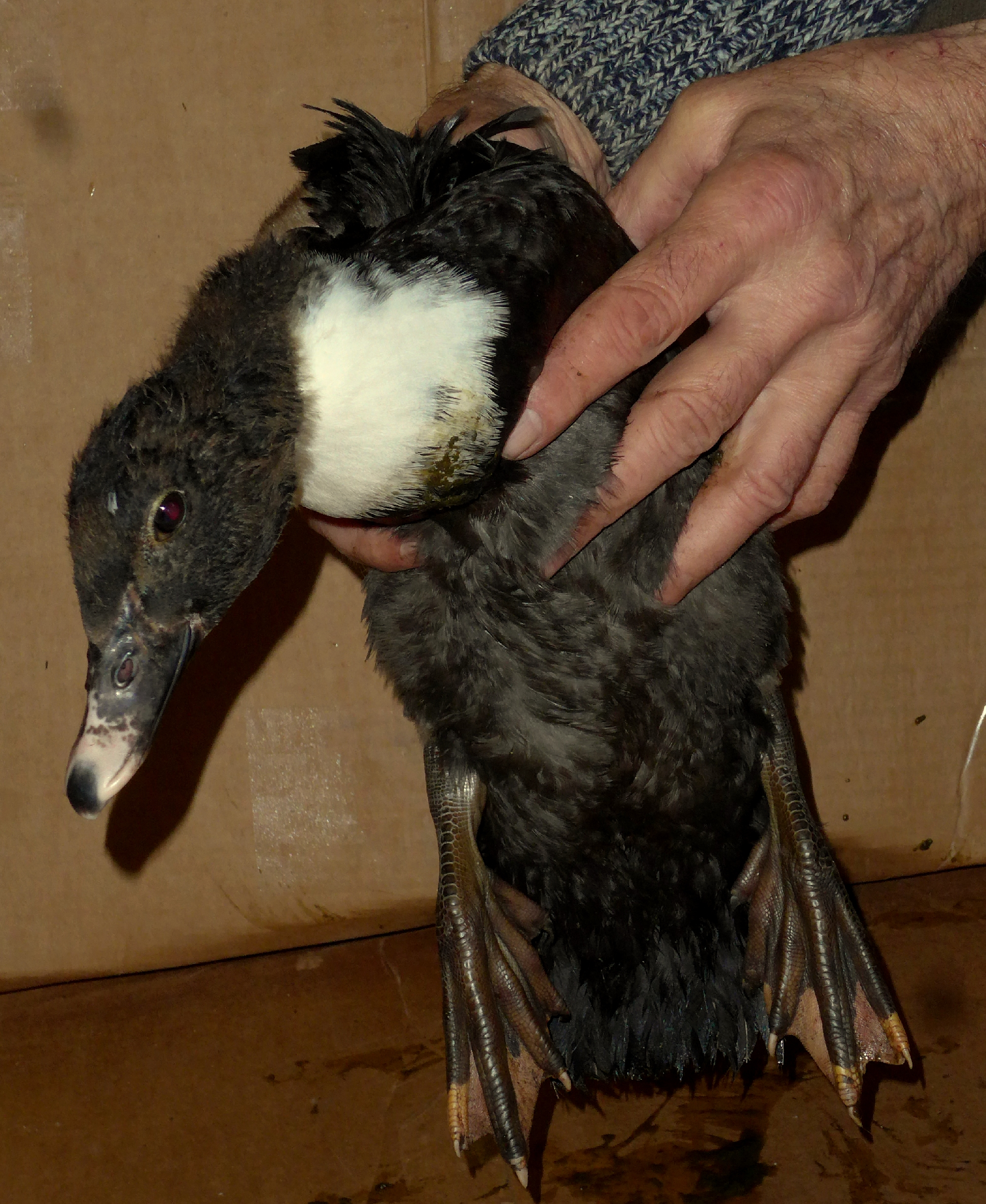
muskuseend met voet met vijf tenen
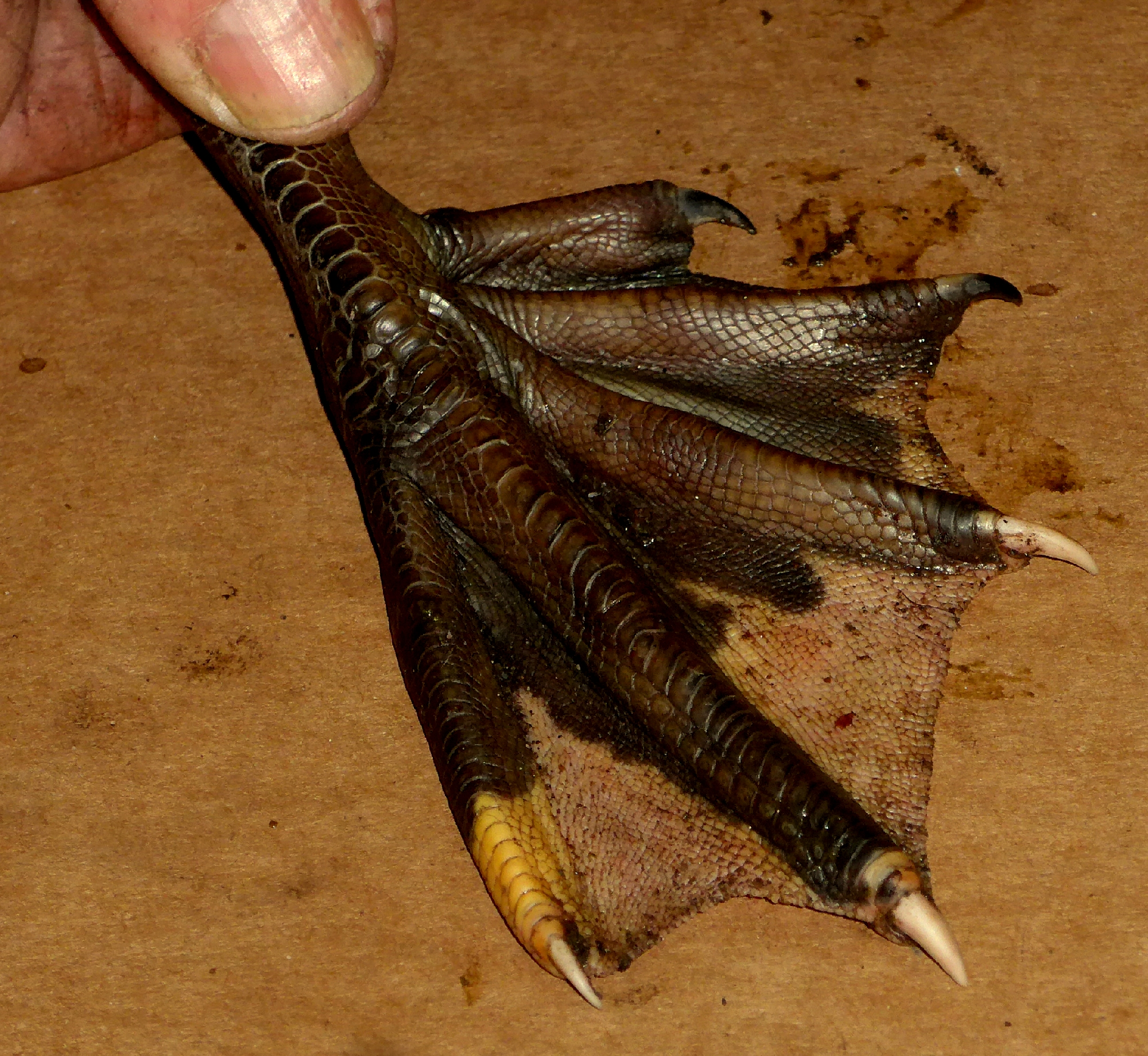
muskuseend, de voet met vijf tenen

## Oscillococcinum
Van de wilde muskuseend wordt het homeopathische middel oscillococcinum gewonnen. Een extract van het hart en de lever vormen de basis voor het product.